# سربرد (بلة كة)
سربرد (بالفارسية: سربرد) هي قرية تقع في إيران في قسم بلة کة الريفي. يقدر عدد سكانها بـ 98 نسمة بحسب إحصاء 2016.